# Papinscher Topf

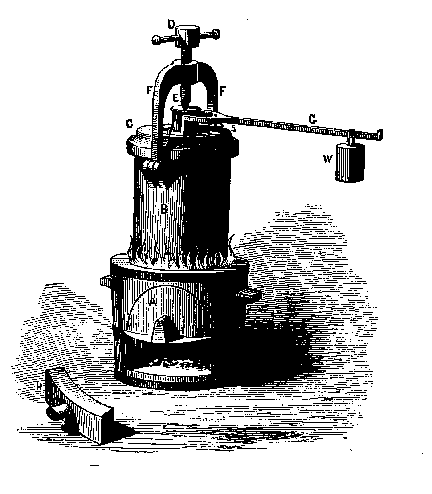
Papinscher Topf, Abbildung von 1680.

Ein Papinscher Topf stellt den Vorläufer des modernen Schnellkochtopfes dar. Es handelt sich dabei um einen Behälter, in dem durch die Erzeugung unterschiedlicher Drücke die Siedetemperatur von Wasser beeinflusst werden kann. Er wurde 1679 von Denis Papin (1647–1712) entwickelt und 1681 zum Patent angemeldet. Der Druck konnte über ein Gewicht an einer Stange, die mit einer Öffnung im Topf verbunden war, stufenlos reguliert werden. Wenn der Behälterinnendruck ausreichte, um das Gewicht anzuheben, öffnete sich dieses Überdruckventil. Diese Ergänzung des Dampfkessels stellte einen wichtigen Schritt in der Entwicklung der Dampfmaschine dar.

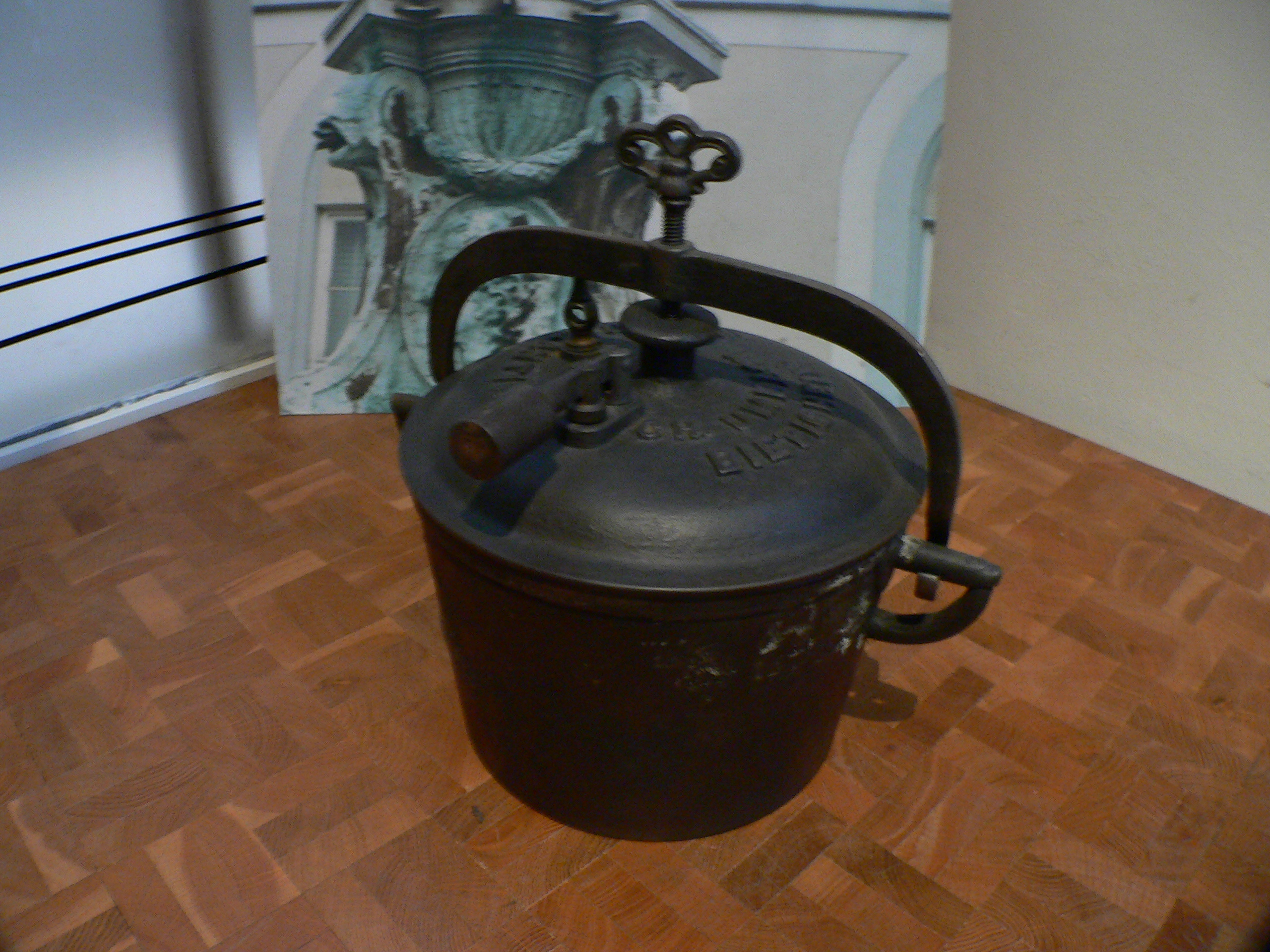
Papinscher Topf für den Hausgebrauch